# اسکرپی

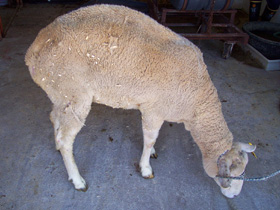
گوسفند مبتلا به اسکرپی

بیماری اسکرپی (به فارسی: درون‌خارشی) یکی از انواع انسفالوپاتی اسفنجی شکل است که در گوسفندان ایجاد می‌شود و باعث حفره حفره شده مغز آنها می‌شود. این بیماری بر اثر پریونها ایجاد می‌شود. اسکرپی گوسفندان ۲ تا ۵ ساله را گرفتار می‌کند و دوره پنهانی (فاصله زمانی بین آلودگی با عامل بیماری، و ظهور علائم) طولانی مدتی بین یک تا دو سال دارد.
اولین علائم بیماری تغییرات رفتاری گوسفند مثل ناآرامی و بی قراری است، سپس حیوان دچار کاهش وزن و ضعف می‌شود، در سر و گردن لرزش پیدا می‌کند و هماهنگی عضلانی‌اش را از دست می‌دهد، گوسفند مبتلا شروع به خاراندن بدنش با اشیا می‌کند و نام بیماری هم از همین رفتار حیوانات مبتلا گرفته شده‌است (مالیدن= scrape).

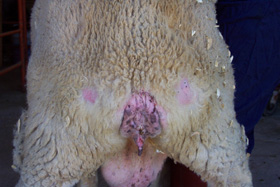
زخم‌های پشت گوسفند مبتلا به اسکرپی که در اثر خاراندن ایجاد شده

حیوانات مبتلا در طول ۵ تا ۶ ماه می‌میرند، در کالبدشکافی حفرات متعددی در مغز جانوران مبتلا و اسفنجی شدن آنها مشهود است. احتمال داده می‌شد که استفاده از مرتع مشترک باعث انتقال بیماری بین حیوانات شود.

## تاریخچه
دست کم از ۲۰۰ سال پیش یک بیماری شگفت‌آور در گوسفندان به نام اسکرپی(Scrapie) شناخته شده بود که با زوال پیش رونده دستگاه عصبی مرکزی همراه بود. این بیماری که مسری بودن آن بین گوسفندان از بیش از یکصد سال پیش توصیف شده‌است.